# Regional Preferente de Ibiza-Formentera
La Regional Preferente de Ibiza-Formentera es la sexta categoría de fútbol en las islas de Ibiza y Formentera. Está compuesto por un único grupo.

## Sistema de competición
Al finalizar la Temporada el primer clasificado juega una fase de ascenso con el 1.ª clasificado del grupo de Menorca y el 2.º,3.º,4.º,5.º,6.º,7.º del grupo de Mallorca, dividido en dos grupos, los campeones ascienden a Tercera División de España - Grupo XI. No hay descensos de categoría al ser la última categoría del fútbol en Ibiza y Formentera.

## Equipos 2024-25
|    | Club                   | Fundación        | Ciudad                            | Estadio                                   |
| -- | ---------------------- | ---------------- | --------------------------------- | ----------------------------------------- |
| 1  | AE Santa Gertrudis     | 2016 (Refundado) | Santa Eulalia del Río             | Santa Gertrudis de Fruitera               |
| 2  | CD Bahía San Agustín   | 2019             | San José                          | Camp Municipal de Sant Agustí des Vedrà   |
| 3  | FC Luchador            | 1980             | San Antonio Abad                  | Municipal de San Antonio Abad             |
| 4  | Inter Ibiza CD         | 2014             | Ibiza                             | Campo de Futbol de Can Cantó              |
| 5  | Ibiza Sant Rafel FC    | 1968             | San Rafael de la Cruz             | Campo municipal de deportes de Sant Rafel |
| 6  | UD Ibiza "B"           | 2022             | Ibiza                             | Campo de Futbol de Can Cantó              |
| 7  | SCR Peña Deportiva "B" | 1935             | Santa Eulalia del Río             | Municipal de Santa Eulalia del Río        |
| 8  | SD Formentera "B"      | 1971             | San Francisco Javier (Formentera) | Estadi Municipal de Sant Francesc         |
| 9  | UE Sant Josep          | 1978             | San José                          | Municipio de San José                     |
| 10 | CD Ibiza Insular       | 2023             | Ibiza                             | Municipal de Can Misses                   |
| 11 | CDS Ses Païsses        | 2022             | San Antonio Abad                  | Campo municipal de deportes de Sant Rafel |